# Saint-Pierre-de-Cormeilles
Saint-Pierre-de-Cormeilles est une commune française située dans le département de l'Eure, en région Normandie.
Ses habitants se nomment les Saint-Corpierais.

## Géographie

### Localisation
Saint-Pierre-de-Cormeilles est située dans l'Ouest du département de l'Eure et limitrophe de celui du Calvados. Selon l'atlas des paysages de Haute-Normandie, elle appartient à l'unité paysagère de la vallée de la Calonne. Toutefois, l'Agreste, le service de la statistique et de la prospective du ministère de l'Agriculture, de l'Agroalimentaire et de la Forêt, la classe au sein du pays d'Auge (en tant que région agricole).
| Le Faulq (Calvados) | Bonneville-la-Louvet (Calvados), Le Bois-Hellain | La Chapelle-Bayvel, Cormeilles                     |
| Le Faulq (Calvados) | Saint-Pierre-de-Cormeilles                       | Saint-Sylvestre-de-Cormeilles Morainville-Jouveaux |
| Le Pin (Calvados)   | Le Pin (Calvados), Asnières                      | Asnières                                           |

### Lieux-dits
Les lieux-dits sont : les Bréards, les Coutures, le Fossé, les Fontaines, les Bosquets, Cléranville, Cavicourt, le Canton, le Champ-de-Foire, la Frênaie, la Chaule, la Catterie, les Hêtrots, le Mont-Blanc, le Tormellier, la Vallée-au-Lièvre, le Val-Hébert, la Quesnerie, la Vallée-Vata, les Prés-Cateaux, Malou, les Champs-Barrettes, la Côte-aux-Juliens, la Taupe, le Lieu-d'Amour, la Briqueterie, les Câtelets, le Boulay, les Mousseaux et le Bourgai.

### Hydrographie
La commune est située dans le bassin Seine-Normandie. Elle est drainée par la Calonne, le Douet Tourtelle, la Rivière d'Angerville, le bras 01 de la commune de Saint-Pierre-de-Cormeilles, le cours d'eau 01 de la Vallée au Lièvre, le cours d'eau 03 de la commune de Saint-Pierre-de-Cormeilles, le Douet Baron, le Douet Hébert, le fossé 01 du Bois de Malouun bras de la Calonne et divers autres petits cours d'eau,.
La Calonne, d'une longueur de 45 km, prend sa source dans la commune du Planquay et se jette  dans la Touques à Pont-l'Évêque, après avoir traversé 19 communes.

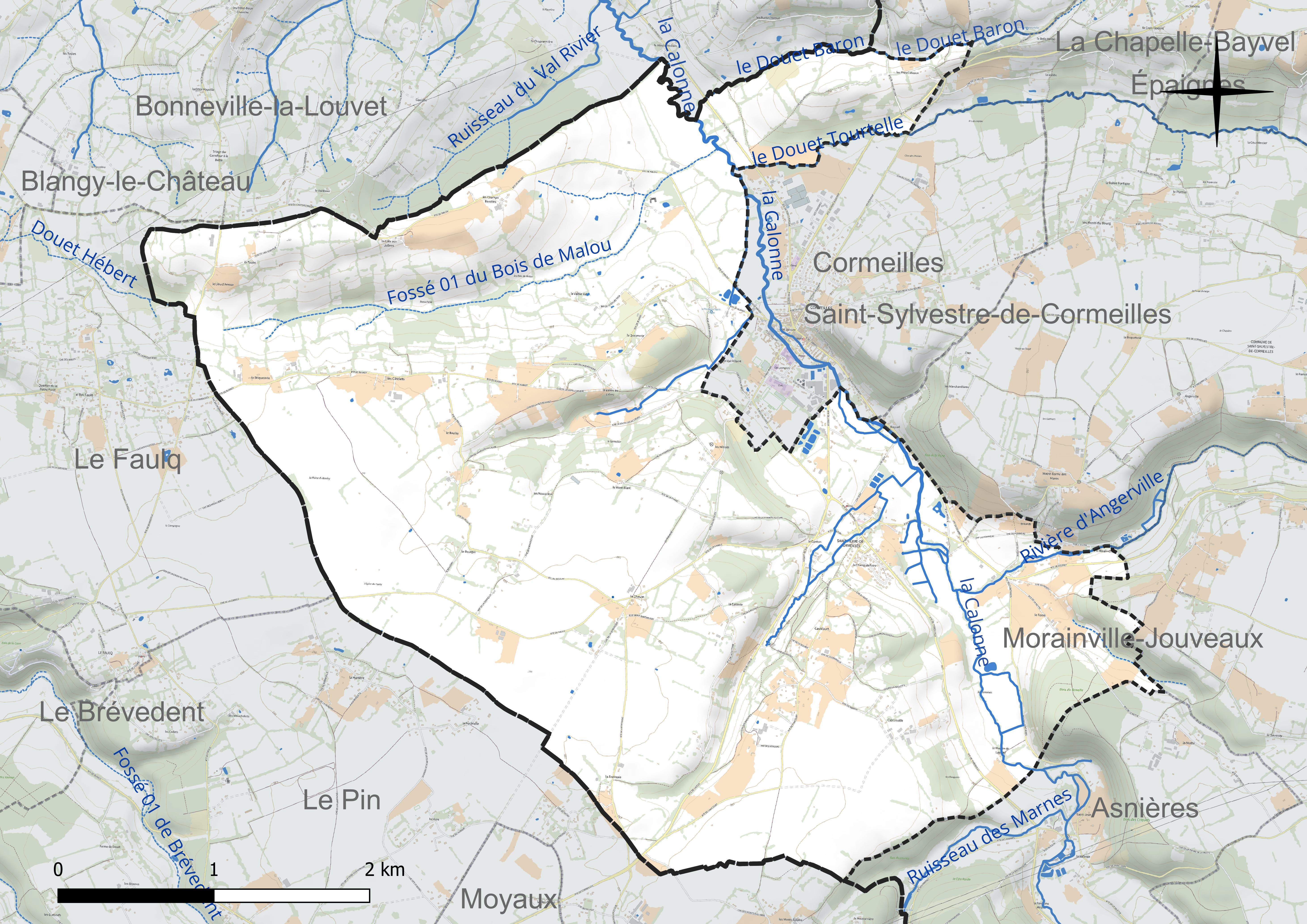
Réseau hydrographique de Saint-Pierre-de-Cormeilles.

### Agriculture
Saint-Pierre-de-Cormeilles est une commune très agricole. Parmi les cultures, on trouve du maïs, de la betterave, du colza, du blé... mais aussi de nombreux pommiers alimentant la distillerie de Cormeilles (une des plus vieilles de Normandie, créée en 1910). Les pâturages occupent également une place importante, on y élève des porcins, des bovins, des ovins.

### Climat
Pour des articles plus généraux, voir Climat de la Normandie et Climat de l'Eure.
En 2010, le climat de la commune est de type climat océanique altéré, selon une étude du CNRS s'appuyant sur une série de données couvrant la période 1971-2000. En 2020, Météo-France publie une typologie des climats de la France métropolitaine dans laquelle la commune est exposée à un climat océanique et est dans la région climatique  Côtes de la Manche orientale, caractérisée par un faible ensoleillement (1 550 h/an) ; forte humidité de l’air (plus de 20 h/jour avec humidité relative > 80 % en hiver), vents forts fréquents. Parallèlement le GIEC normand, un groupe régional d’experts sur le climat, différencie quant à lui, dans une étude de 2020, trois grands types de climats pour la région Normandie, nuancés à une échelle plus fine par les facteurs géographiques locaux. La commune est, selon ce zonage, exposée à un « climat contrasté des collines », correspondant au pays d'Auge, Lieuvin et Roumois, moins directement soumis aux flux océaniques et connaissant toutefois des précipitations assez marquées en raison des reliefs collinaires qui favorisent leur formation.
Pour la période 1971-2000, la température annuelle moyenne est de 10,5 °C, avec une amplitude thermique annuelle de 13,4 °C. Le cumul annuel moyen de précipitations est de 842 mm, avec 12,9 jours de précipitations en janvier et 8,4 jours en juillet. Pour la période 1991-2020, la température moyenne annuelle observée sur la station météorologique la plus proche, située sur la commune de Lieurey à 8 km à vol d'oiseau, est de 11,3 °C et le cumul annuel moyen de précipitations est de 893,1 mm,. Pour l'avenir, les paramètres climatiques de la commune estimés pour 2050 selon différents scénarios d’émission de gaz à effet de serre sont consultables sur un site dédié publié par Météo-France en novembre 2022.

### Milieux naturels et biodiversité

#### Natura 2000
- Le haut bassin de la Calonne[23].

#### ZNIEFF de type 1
- Le douet Baron et les prés cateaux[24].
- Les hêtrots[25].
- Basse-vallée de la Calonne[26].

#### ZNIEFF de type 2
- La haute vallée de la Calonne[27].

#### Site classé
- L'if du cimetière,  Site classé (1932)[28].

#### Site inscrit
- Le château de Malou et ses abords[29],  Site inscrit (1984).

## Urbanisme

### Typologie
Au 1er janvier 2024, Saint-Pierre-de-Cormeilles est catégorisée commune rurale à habitat dispersé, selon la nouvelle grille communale de densité à 7 niveaux définie par l'Insee en 2022.
Elle est située hors unité urbaine et hors attraction des villes,.

### Occupation des sols
L'occupation des sols de la commune, telle qu'elle ressort de la base de données européenne d’occupation biophysique des sols Corine Land Cover (CLC), est marquée par l'importance des territoires agricoles (96,5 % en 2018), une proportion identique à celle de 1990 (96,5 %).
La répartition détaillée en 2018 est la suivante : prairies (59,7 %), terres arables (24,1 %), zones agricoles hétérogènes (12,7 %), forêts (3,2 %), zones urbanisées (0,3 %).

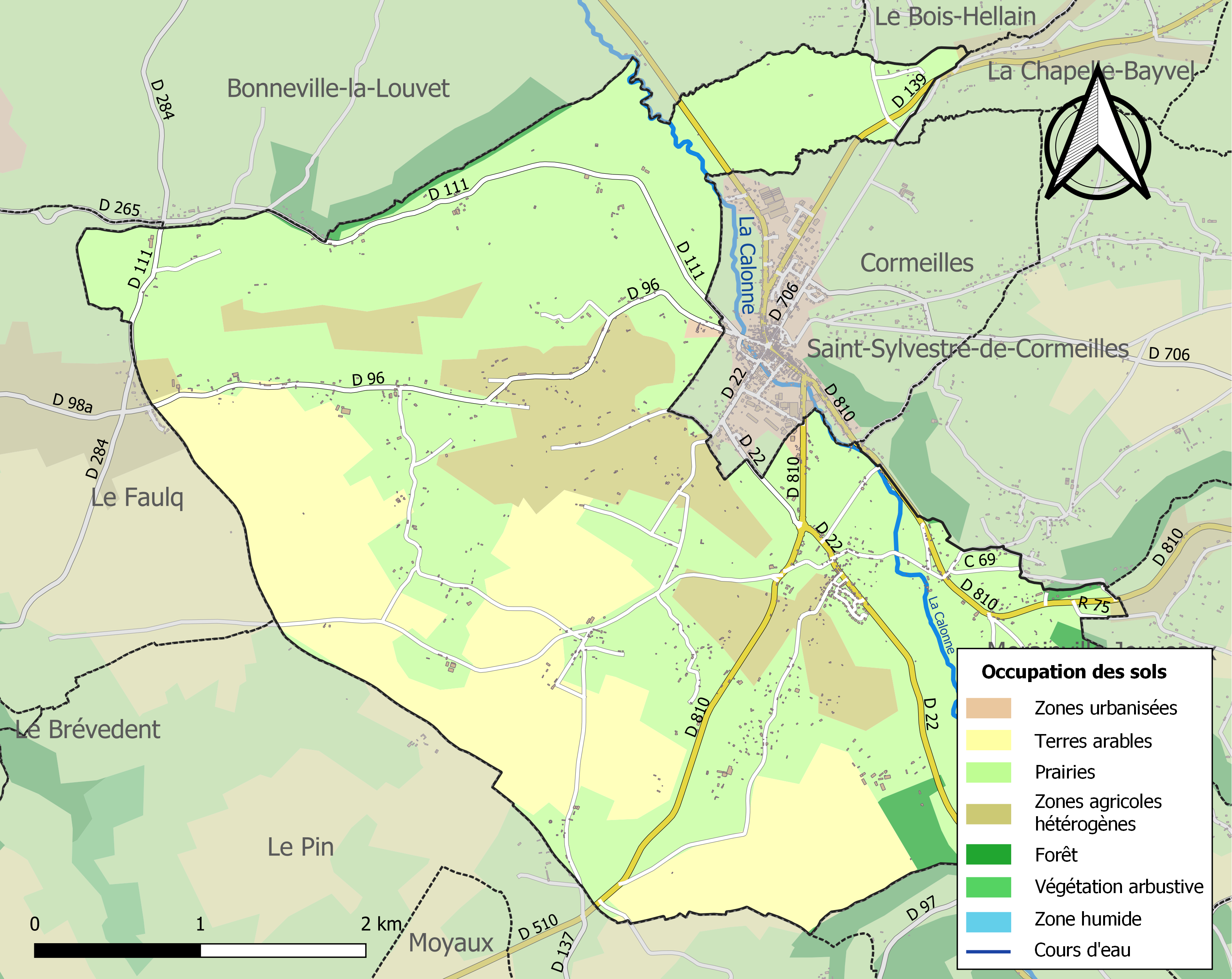
Carte des infrastructures et de l'occupation des sols de la commune en 2018 (CLC).

L'évolution de l’occupation des sols de la commune et de ses infrastructures peut être observée sur les différentes représentations cartographiques du territoire : la carte de Cassini (XVIIIe siècle), la carte d'état-major (1820-1866) et les cartes ou photos aériennes de l'IGN pour la période actuelle (1950 à aujourd'hui).

## Toponymie
Le nom de la commune est attesté sous la forme latinisée Beati Petri de Cormeliis vers 1171 (charte de Henri II),.
Saint-Pierre est un hagiotoponyme faisant référence à l'église Saint Pierre dédiée à Pierre.
Le toponyme Cormeilles est issu de l'ancien français cormeille « cormier », pluriel de l'oïl cormeille « sorte de fruit », qui a dû signifier « sorbier, ensemble de sorbiers » et qui est un dérivé de l'oïl corme, d'origine gauloise.

## Histoire
Saint-Pierre-de-Cormeilles est traversée par une ancienne voie romaine qui rejoignait Lisieux. Cette voie passe notamment par le lieu-dit la Chaule qui abritait la chapelle Saint-Barthélemy, servant de léproserie.
L'histoire de la commune commence réellement en 1055 lorsque Guillaume Fitz Osbern fonde l'abbaye Notre-Dame occupée jusqu'à la Révolution française par des moines bénédictins. La majeure partie de cet édifice fut détruite en 1778. Seuls subsistent le manoir de l'abbaye, les murs d'enceinte et le colombier. Le 31 mai 1794, monsieur Saint-Saulieu (natif de Routot), laïc familier de l'abbaye et résidant dans les bâtiments, receveur de cette abbaye, fut exécuté par les révolutionnaires.
Le château de Malou, dont la présence sous forme de forteresse est déjà notifiée sur les actuelles terres de Saint-Pierre-de-Cormeilles au XIe siècle, a été détruit en 1374 pendant la guerre de Cent Ans par les Anglais, le seigneur étant resté fidèle au roi de France.
Le roi Charles VI autorisa sa reconstruction en 1385. À la fin du XVIe siècle, le seigneur acquit le château et le fit reconstruire.
Son pont-levis fut détruit peu avant 1789. Son aspect actuel est définitivement acquis lors de sa restauration par l'architecte Henri Jacquelin au début du XXe siècle.
Autrefois rattachée à la commune de Cormeilles, la paroisse de Saint-Pierre-de-Cormeilles (tout comme celle de Saint-Sylvestre-de-Cormeilles) est devenue une commune à part entière après la Révolution française.

## Politique et administration
| Période                                  | Période  | Identité           | Étiquette | Qualité     |
| ---------------------------------------- | -------- | ------------------ | --------- | ----------- |
| 1983                                     | 1995     | Michel de Boissieu |           |             |
| 1995                                     | 2007     | Michel Legay       |           |             |
| septembre 2007                           | 2014     | Gérard Briavoine   |           |             |
| mars 2014                                | En cours | Jacky Lesaulnier   | DVD       | Agriculteur |
| Les données manquantes sont à compléter. |          |                    |           |             |

## Démographie
L'évolution du nombre d'habitants est connue à travers les recensements de la population effectués dans la commune depuis 1793. Pour les communes de moins de 10 000 habitants, une enquête de recensement portant sur toute la population est réalisée tous les cinq ans, les populations de référence des années intermédiaires étant quant à elles estimées par interpolation ou extrapolation. Pour la commune, le premier recensement exhaustif entrant dans le cadre du nouveau dispositif a été réalisé en 2004.

En 2022, la commune comptait 580 habitants, en évolution de −5,84 % par rapport à 2016 (Eure : −0,25 %, France hors Mayotte : +2,11 %).
| 1793  | 1800  | 1806  | 1821  | 1831  | 1836  | 1841  | 1846  | 1851  |
| ----- | ----- | ----- | ----- | ----- | ----- | ----- | ----- | ----- |
| 1 424 | 1 114 | 1 504 | 1 303 | 1 120 | 1 114 | 1 111 | 1 122 | 1 032 |

| 1856  | 1861  | 1866 | 1872 | 1876 | 1881 | 1886 | 1891 | 1896 |
| ----- | ----- | ---- | ---- | ---- | ---- | ---- | ---- | ---- |
| 1 048 | 1 013 | 957  | 878  | 872  | 800  | 755  | 735  | 770  |

| 1901 | 1906 | 1911 | 1921 | 1926 | 1931 | 1936 | 1946 | 1954 |
| ---- | ---- | ---- | ---- | ---- | ---- | ---- | ---- | ---- |
| 706  | 685  | 643  | 626  | 648  | 657  | 606  | 608  | 568  |

| 1962 | 1968 | 1975 | 1982 | 1990 | 1999 | 2004 | 2006 | 2009 |
| ---- | ---- | ---- | ---- | ---- | ---- | ---- | ---- | ---- |
| 575  | 560  | 496  | 478  | 523  | 577  | 577  | 583  | 620  |

| 2014 | 2019 | 2022 | - | - | - | - | - | - |
| ---- | ---- | ---- | - | - | - | - | - | - |
| 609  | 595  | 580  | - | - | - | - | - | - |

## Culture locale et patrimoine

### Lieux et monuments
Saint-Pierre-de-Cormeilles compte de nombreux édifices inscrits à l'Inventaire général du patrimoine culturel :
- l'église Saint-Pierre (XIIIe et XIXe)[41] ;

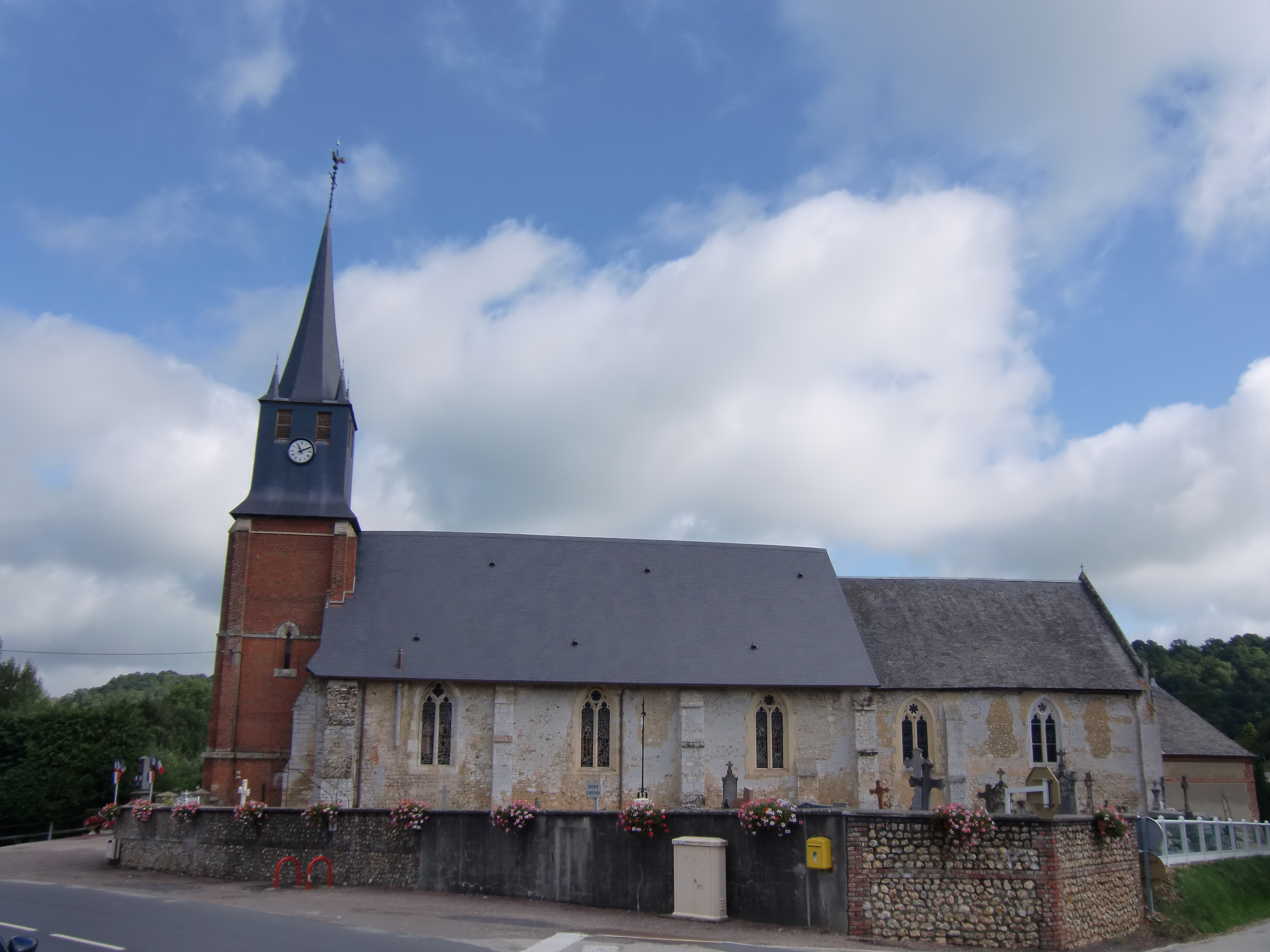
L'église Saint-Pierre (face sud).

- l'abbaye de bénédictins Notre-Dame (XIe, XVe, XVIe et XVIIIe)[42]. Cette abbaye a été fondée vers 1055 par Guillaume Fitz Osbern. Ne subsistent aujourd'hui que le logis abbatial, le colombier et une partie du mur de clôture ;

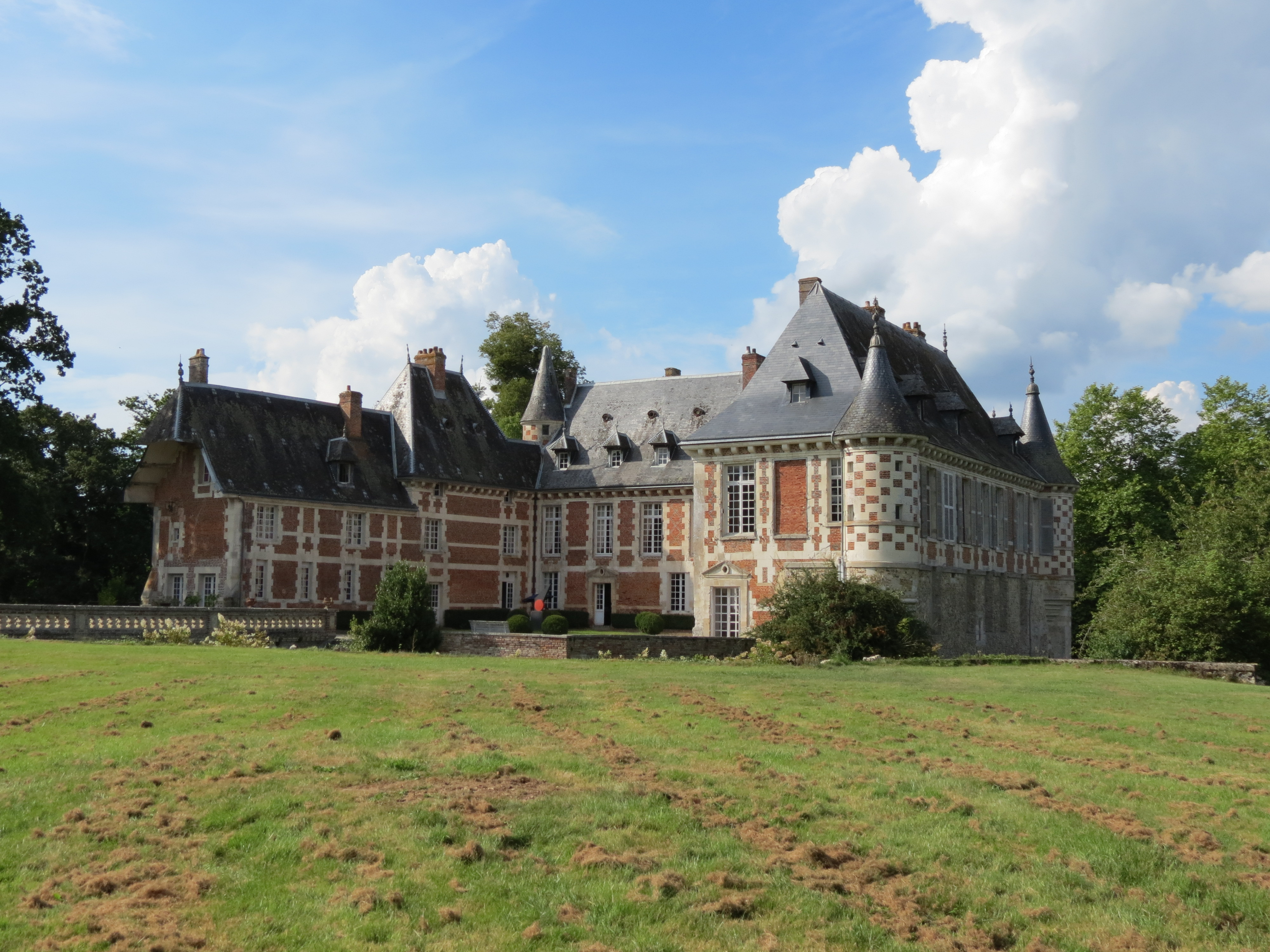
Le château de Malou.

- la mairie-école (XIXe)[43] ;

- le château de Malou (XIVe, XVIe et XXe siècles)[44] sur lequel est intervenu Henri Jacquelin.

La demeure, élevée sur les bases d'un ancien château, fut acquises en 1570 de François de Montmorency par Jean Ferey, secrétaire des finances, seigneur de Durescu, pour la somme de 20 000 livres. Le fief de Malou qui était un plein fief de haubert échut à son fils, François Ferey, mort jeune, et passa par héritage aux Leconte de Nonant à la suite du mariage de Catherine Ferey, l'une des filles de Jean, avec Louis Leconte ;
- un château des XVIe et XXe siècles au lieu-dit le Val-Hébert[46] ;
- le manoir Saint Joseph du XVIIe, XVIIIe, XIXe et XXe siècles[47] ;
- un manoir des XVIIe et XXe siècles au lieu-dit Cléranville[48] ;
- un manoir des XVIe et XVIIe siècles au lieu-dit le Fossé[49] ;
- deux fermes du XVIIe et XVIIIe siècles[50],[51] ;
- trois maisons du XVIIIe et XIXe siècles[52],[53],[54].

Autres lieux :
- le moulin des Bréards.

### Personnalités liées à la commune
- Danny Boy, chanteur de rock, né dans la commune en 1936.
- Michel Vastel, journaliste-chroniqueur et écrivain, né dans la commune le 20 mai 1940.